# Gohitafla (departement)
Gohitafla je departement Pobřeží slonoviny ležící v regionu Marahoué a v distriktu Sassandra-Marahoué. Je pojmenován podle města Gohitafla. Hlavní město je Gohitafla.

## Historie
Gohitafla byl vytvořen v r. 2020 z části departementu Zuénoula.